# Mariah Williams
Pour les articles homonymes, voir Williams.
Mariah Williams née le 31 mai 1995 à Parkes, est une joueuse de hockey sur gazon australienne. Elle évolue au poste d'attaquante au NSW Arrows et avec l'équipe nationale australienne.
Elle a participé aux Jeux olympiques d'été de 2016 et 2020.

## Carrière

### Coupe d'Océanie
- : 2015
- : 2019

### Jeux olympiques
- Top 8 : 2016, 2020